# 케프주 (튀니지)

케프주의 위치

케프주(영어: Kef Governorate, 아랍어: ولاية الكاف)는 튀니지 북서부에 위치한 주이며, 알제리와 국경을 접한다. 주도는 엘케프이다. 면적은 4,965km2이며, 인구는 259,000명(2004년)이다.